# Киблярівська сільська рада
| Киблярівська сільська рада — колишній орган місцевого самоврядування у Ужгородському районі Закарпатської області з адміністративним центром у с. Кибляри. Сільській раді були підпорядковані населені пункти: - с. Кибляри - с. Гайдош - с. Лінці |

## Склад ради
Рада складалася з 18 депутатів та голови.

## Керівний склад сільської ради
| ПІБ                         | Основні відомості                                                 | Дата обрання | Дата звільнення |
| --------------------------- | ----------------------------------------------------------------- | ------------ | --------------- |
| Пеца Олександр Вікентійович | Сільський голова, 1971 року народження, освіта                    | 26.03.2006   | 31.10.2010      |
| Пеца Олександр Вікентійович | Сільський голова, 1971 року народження, освіта вища, безпартійний | 31.10.2010   |                 |

Примітка: таблиця складена за даними джерела